# جوزيه لويس فيديغال
جوزيه لويس فيديغال (بالبرتغالية: Luís Vidigal‏) مواليد 15 مارس 1973 في لوبانغو، هو لاعب كرة قدم برتغالي دولي سابق كان يلعب كلاعب وسط. اعتزل اللعب عام 2009. بدأ مسيرته الرياضية عام 1992. لعب خلال مسيرته 369 مباراة سجل خلالها 23 هدفاً.

## المسيرة الاحترافية

### أندية لعب لها
- إشتوريل برايا
- سبورتينغ لشبونة
- نادي نابولي
- نادي ليفورنو
- نادي أودينيزي
- إستريلا دا أمادورا

## روابط خارجية
- جوزيه لويس فيديغال على موقع الاتحاد الدولي (مؤرشف)  (الإنجليزية)
- جوزيه لويس فيديغال على موقع قاعدة بيانات كرة القدم.إي يو (الإنجليزية)
- جوزيه لويس فيديغال على موقع بيانات كرة القدم. دي إي (الألمانية)
- جوزيه لويس فيديغال على موقع ناشيونال فوتبول تيمز (الإنجليزية)
- جوزيه لويس فيديغال على موقع Soccerbase.com (لاعب) (الإنجليزية)
- جوزيه لويس فيديغال على موقع Soccerway.com (الإنجليزية)
- جوزيه لويس فيديغال على موقع أوليمبيديا (الإنجليزية)